# South by Southwest
South by Southwest (abrégé SXSW) est un ensemble de festivals de musique (SXSW Music), de cinéma (SXSW Film) et de médias interactifs (SXSW Interactive) se tenant chaque année depuis 1987 au mois de mars à Austin (Texas, États-Unis), principalement au Austin Convention Center. Les trois parties sont relativement indépendantes et peuvent donc commencer ou se terminer à des dates différentes.
South by Southwest, auquel on se réfère aussi par le sigle « SXSW » contribue au rayonnement de la scène musicale d'Austin. Il s'agit d'un des rendez-vous musicaux les plus importants aux États-Unis, avec plus de 2 000 artistes jouant dans plus de 90 sites autour du centre-ville d'Austin. SXSW est l'évènement le plus important pour l'économie d'Austin, avec un impact économique estimé à au moins 110 millions de dollars en 2008.

## Histoire

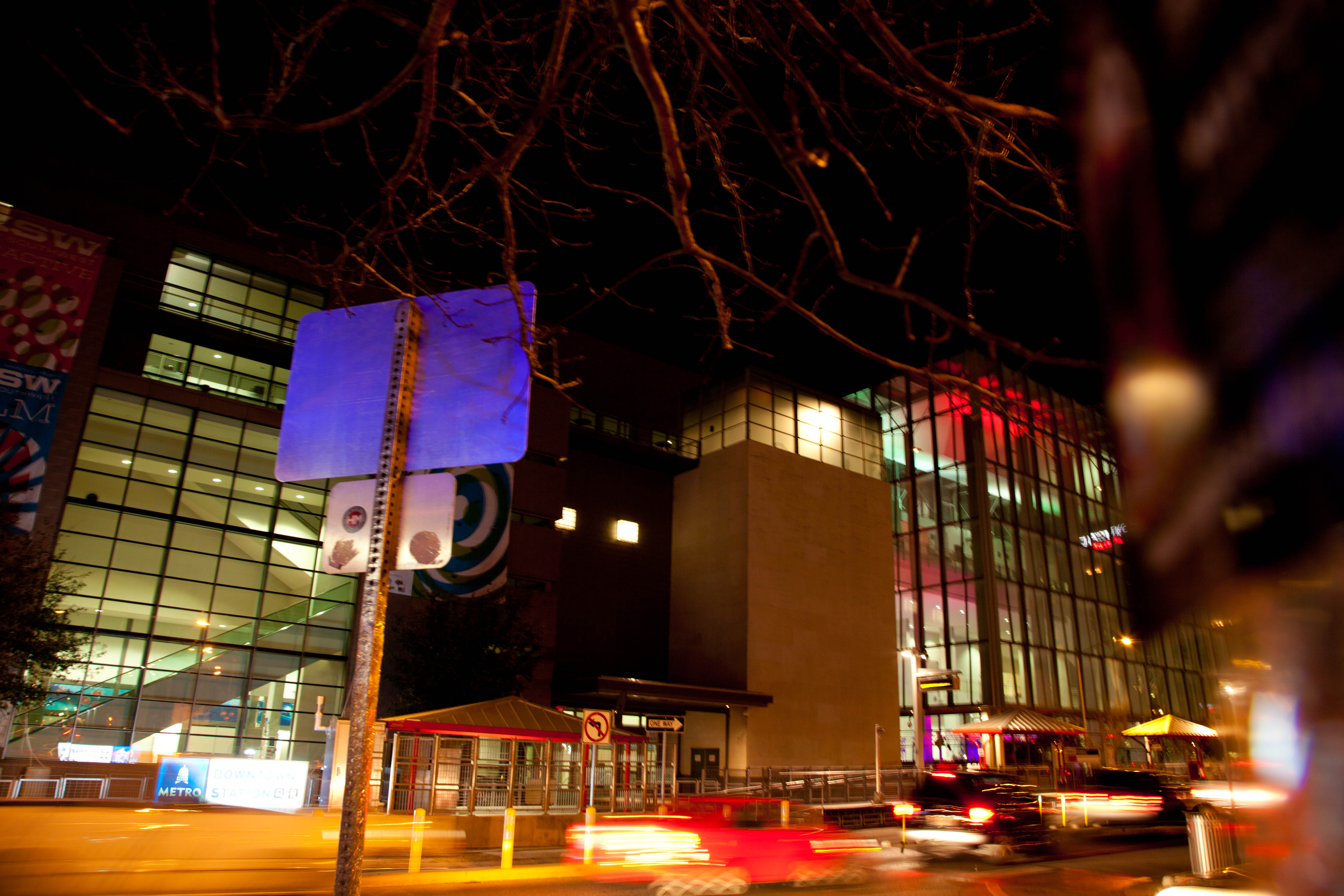
Austin Convention Center, en 2011.

Le festival de musique est fondé en 1987 par les journalistes du Austin Chronicle Nick Barbaro, Louis Black et Roland Swenson, accompagnés par le musicien et manager Louis Meyers. Inspirés par le succès du New Music Seminar, tenu à New York dans les années 1980, l'événement fut fondé dans le but de promouvoir la scène musicale locale. Son nom (sud-sud-ouest), en rapport lointain avec la situation géographique d'Austin aux États-Unis, est une référence indirecte au film d'Alfred Hitchcock North by Northwest (La mort aux trousses). Tous deux désignent des points de la rose des vents à 16 branches.
En 1994, films et conférences interactives sont ajoutées au festival. SXSW Film est devenu un des premiers festivals du film au monde[réf. nécessaire]. De même, SXSW Interactive a acquis une forte popularité parmi les créateurs et les entrepreneurs web. La présentation de technologies innovantes par SXSW Interactive fait gagner au festival la réputation d'être un terrain propice aux technologies innovantes et aux idées créatives. Twitter est largement utilisé au SXSW Interactive de 2007.
L'événement musical passe de 700 inscrits en 1987 à près de 12 000 inscrits. SXSW Film et SXSW Interactive attirent environ 11 000 personnes à Austin chaque année. SXSW offre également des échantillons gratuits de musique des artistes du festival. Le nombre de chansons passe de 775 morceaux MP3 en 2005 à 1 267 en 2009.

## Programmes
Le programme général comprend : exposition, soirée, projection, showcase, et événements spéciaux. Le SXSW Music présente les genres musicaux et catégories suivants : country alternative, americana, musique avant-gardiste, expérimentale, country, dance, DJ, musique électronique, folk, funk, hip-hop, reggae latino, metal, pop, RnB, auteurs-compositeurs, rock, et musiques du monde. Le côté SXSW Film, lui, comprend : compétition de cours-métrages d'animation, compétition de documentaires, compétition de courts-métrages, compétition de documentaires courts, compétition de courts-métrages narratifs, compétition de du Teax High School, épisodes, émissions noctures, clips, spotlight, SXGlobal et Visions.

## Prix décernés
SXSW Film :
- Film Awards : Grand Jury Winner, Special Jury Recognition, Special Jury Recognition
- SXSW Film Design Awards : Excellence in Title Design, Excellence in Poster Design
- SXSW Special Awards : SXSW Gamechanger Award, Louis Black « Lone Star »Award, Karen Schmeer Film Editing Fellowship
- Audience Awards

SXSW Interactive :
- SXSW Interactive Awards
- Interactive Scholarship
- Dewey Winburne Community Service Awards
- SXSW Gaming Awards
- SXSW Accelerator
- SXSW Hall of Fame
- Best of Show
- People's Choice Award

## Éditions notables

### Années 2000
L'édition 2007 a lieu du 14 au 18 mars. Le groupe belge Busty Duck y participe. Deux des films en avant première cette année sont le très attendu Elvis and Anabelle avec Blake Lively et Max Minghella et la comédie indienne Skills Like this.
L'édition 2009 a lieu du 13 au 22 mars. SXSW Interacive permet en particulier d'élever les niveaux de fréquentation. Cette influence de participants a mis à rude épreuve les réseaux de fournisseurs tels AT&T (principalement en raison d'utilisation intensive d'iPhone). SXSW Film projette 250 films, dont 54 premières mondiales. Parmi les films projetés, on peut retrouver Démineurs réalisé par Kathryn Bigelow qui remporte l'Oscar du meilleur film, Adventureland de Greg Mottola, Women in Trouble de Sebastian Gutierrez, Four Boxes de Wyatt McDill, My Suicide de David Lee Miller, The Two Bobs de Tim McCanlies, Sin nombre de Cary Joji Fukunaga, Splinterheads de Sersen Brant, Beeswax (en) d'Andrew Bujalski, ExTerminators de John Inwood, Alexander the Last de Joe Swanberg, Moon de Duncan Jones, The Square de Nash Edgerton, Lake Mungo de Joel Anderson, Best Worst Movie de Paul Stephenson et Humpday de Lynn Shelton. Le festival débuta avec les films I Love You, Man avec Paul Rudd et Observe and Report avec Seth Rogen.

### Années 2010

Logo du SXSW en 2014.

L'édition 2010 a lieu du 12 au 21 mars. Le festival est en partie consacré à Alex Chilton, qui décéda peu de temps avant de se produire sur scène avec le groupe Big Star. [réf. nécessaire] Un concert lui fut rendu en hommage le 20 mars. Près de 2 000 groupes sont officiellement inscrits pour se produire sur scène, et les organisateurs du festival estiment que plus de 13 000 représentants de l'industrie y participent. Le chanteur Texan Bob Schneider remporte 6 prix, dont celui de chanson de l'année, chanteur de l'année et bande de l'année avec Lonelyland. On peut[style à revoir] remarquer aussi les prestations de Jerry Miller, Don Stevenson, Peter Lewis et les légendaires Moby Grape.
L'édition 2011 a lieu du 11 au 20 mars 2011, présenté par Seth Priebatsch.
South by Southwest 2014 (2014 SXSW) a lieu du 7 au 16 mars 2014. SXSW Film présente en première mondiale des films comme Neighbors, Veronica Mars, Chef ou Cesar Chavez,. Une nouvelle section « Episodic » est introduite ; elle présente des programmes télévisés, avec notamment Silicon Valley, Halt and Catch Fire ou Une nuit en enfer. Le talk show Jimmy Kimmel Live! est enregistré pour l'occasion à Austin.
SXSW Interactive est introduit par un discours du lanceur d'alerte de la NSA, Edward Snowden, à propos des droits à la vie privée. Julian Assange fait aussi un discours. En plus des questions de vie privée, un autre thème majeur du festival était la technologie portable, à savoir les appareils permettant d'augmenter la réalité, les traceurs d'activité, l'authentification numérique, le rechargement des téléphones portables, etc. L'édition 2014 est marquée par plusieurs tragédies (un conducteur ivre a foncé dans la foule faisant quatre morts et 21 blessés, ; un autre accident de la route fait plus de 20 victimes), et les organisateurs, ainsi que l'Urban Transportation Commission d'Austin, se demandent si le festival n'était pas devenu trop gros et tapageur, et annoncent qu'ils allaient mettre en place des mesures de transport et de sécurité plus importantes.

## Festivals similaires
SXSW a inspiré d'autres festivals similaires comme North by Northwest (NXNW) terminé en 2011 et remplacé par MusicfestNW (MFNW) (Portland, Oregon, États-Unis), North by Northeast (NXNE) (Toronto, Ontario, Canada), et West by Southwest (WXSW) (Tucson, Arizona, États-Unis).
Ainsi que :
- 35 Denton (anciennement connu sous le nom « North by 35 » ou « NX35 » et « 35 Conferette ») – Denton, États-Unis
- C2SV (anciennement connu sous le nom « SVSX ») – San Jose (Californie), États-Unis
- Incubate (anciennement connu sous le nom « ZXZW ») – Tilburg, Pays-Bas
- Live at Heart – Örebro, Suède
- MidPoint Music Festival (MPMF) – Cincinnati (Ohio), États-Unis
- MoSo Conference – Saskatoon, Canada
- South by Due East – Houston (Texas), États-Unis
- The Goa Project – Goa, Inde
- The Great Escape Festival – Brighton, Royaume-Uni
- West Web Festival – Bretagne, France
- XOXO Festival – Portland, Oregon, États-Unis

Les festivals inspirés de South by Southwest portent collectivement le surnom de « festivals à quatre lettres » (« four-letter festivals »).

## Distinctions
- 2014 : Narrative Feature Competition : 
  - Grand Jury Winner : Fort Tilden – Sarah-Violet Bliss et Charles Rogers[Lequel ?]
  - Special Jury Recognition for Courage in Storytelling : Animals – David Dastmalchian (acteur et scénariste)
  - Special Jury Recognition for Best Acting Duo : 10.000 km – Natalia Tena et David Verdaguer
- Documentary Feature Competition :
  - Grand Jury Winner : The Great Invisible – Margaret Brown
  - Special Jury Recognition for Political Courage : Vessel – Diana Whitten
  - Special Jury Recognition for Editing & Storytelling : Print the Legend – Luis Lopez et Clay Tweel
- 2014 : Short Film Jury Awards :
  - Narrative Shorts : Quelqu’un d’extraordinaire – Monia Chokri
  - Special Jury Recognition : Person to Person – Dustin Guy Defa
  - Special Jury Recognition for Cinematography : Krisha – Trey Edward Shultz
  - Documentary Shorts : Kehinde Wiley: An Economy of Grace – Jeff Dupre
  - Midnight Shorts : Wawd Ahp – Steve Girard & Josh Chertoff
  - Animated Shorts : Coda – Alan Holly
    - Special Jury Recognition : Eager – Allison Schulnik

  - Music Videos : Joel Compass, Back to Me – Ian and Cooper
  - Texas Shorts : Some vacation – Anne S. Lewis
  - Texas High School Shorts : Seawolf – Caila Pickett & Max Montoya
- 2014 : SXSW Film Design Awards :
  - Excellence in Poster Design : Starry Eyes – Jay Shaw
  - Excellence in Title Design :  True Detective – Patrick Clair for Elastic
    - Special Jury Recognition : The Lego Movie – Brian Mah for Alma Mater
- SXSW Special Awards :
  - SXSW Gamechanger Award : Jen McGowan – Kelly and Cal
    - Special Mention : Kat Candler – Hellion

  - Louis Black « Lone Star » Award : Boyhood – Richard Linklater
  - Karen Schmeer Film Editing Fellowship : Colin Nusbaum
- 2014 : Audience Awards :
  - Narrative Feature Competition : Before I Disappear – Shawn Christensen
  - Documentary Feature Competition : Vessel – Diana Whitten
  - Documentary Spotlight : DamNation – Ben Knight et Travis Rummel
  - Narrative Spotlight : Cesar Chavez – Diego Luna
  - Visions : Yakona – Anlo Sepulveda et Paul Collins
  - Midnighters : Exists – Eduardo Sánchez
  - Episodic : Silicon Valley – Mike Judge
  - SXGlobal : Pourvu qu'on m'aime (The Special Need) – Carlo Zoratti
  - Festival Favorites : The Case Against 8 – Ben Cotner et Ryan White
  - Excellence in Poster Design : Big Significant Things – Corey Holms
  - Excellence in Title Design : True Detective – Patrick Clair for Elastic

- 2019 : Prix du public : La Malédiction de la dame blanche (The Curse of La Llorona) – Michael Chaves
- 2020 : SXSW Film Design Awards : Excellence dans la conception de titres (Excellence in Title Design) pour Sonic, le film (Sonic the Hedgehog) – Cecilia de Jesus et William Lebeda